# Катя — некоронованная царица
«Катя — некоронованная царица» (также «Катя — некоронованная императрица», фр. Katia) — французский художественный фильм 1959 года, снятый режиссёром Робертом Сиодмаком по мотивам романа французской писательницы Марты Бибеску. Главную роль Екатерины Долгоруковой исполнила Роми Шнайдер.

## Сюжет
Царь Александр II познакомился с Екатериной Долгоруковой во время посещения института благородных девиц и пригласил её на бал в Зимний дворец. Во избежание слухов при дворе царь надолго отсылает свою возлюбленную во Францию.
На Всемирной выставке в Париже в 1869 году царю чудом удаётся избежать смерти. Катя становится свидетельницей покушения на жизнь монарха. Катя и царь дают друг другу обещание больше никогда не расставаться. Он забирает её с собой в Санкт-Петербург и назначает придворной дамой царицы, а позднее вступает с ней в морганатический брак. Покушения на царя продолжаются. Александр собирается дать народу конституцию, предусматривающую гражданские права и свободы, но становится жертвой очередного покушения и умирает.

## В ролях
- Роми Шнайдер — Екатерина Долгорукова
- Курд Юргенс — царь Александр II
- Пьер Бланшар — министр Кубаров
- Моник Мелино — царица Мария Александровна
- Франсуаза Брийон — студентка София Перовская
- Антуан Балпетре — Кибальчич
- Бернар Деран — Степан Рысаков
- Ханс Унтеркиршер — генерал Паскевич
- Мишель Буке — Бибеско
- Хуберт Ноэль — Михаил Долгорукий
- Ален Саури — Соловьев